# Сперанский, Владимир Васильевич (филолог)
Владимир Васильевич Сперанский (1855—1887) — русский филолог и педагог; приват-доцент Императорского Московского университета по кафедре классической филологии.

## Биография
Владимир Сперанский родился в 1855 году в семье московского священника. Получил образование сначала в Московской духовной семинарии, а затем на историко-филологическом факультете Императорского Московского университета, который он успешно окончил в 1878 году. 
Вскоре Сперанский был приглашен в Одессу читать римскую словесность в Новороссийском университете, где он прослужил в общем около двух лет. Уже вступительная лекция молодого профессора привлекла к нему внимание молодежи, а его дальнейшая деятельность только укрепила за ним всеобщие симпатии; лекции его, несмотря на некоторую сухость и непопулярность предмета, собирали всегда большое число слушателей. В то же время В. В. Сперанский деятельно продолжал свою собственную научную подготовку, особенно много занимаясь мифологией и археологией. 
В 1882 году В. Сперанский возвратился в Москву, откуда был командирован Московским университетом с научными целями за границу. Вернувшись в 1885 году в Москву, Сперанский был назначен приват-доцентом Московского университета по кафедре греческой литературы. Уже в это время болезнь его настолько обострилась, что заставляла его долгое время откладывать начало своего курса. 
В начале XX века на страницах «РБСП» была дана следующая оценка педагогической деятельности и характеру Сперанского:
«Как и в Одессе, Сперанский в Московском университете скоро приобрел себе репутацию талантливого лектора и большое расположение учащейся молодежи. Глубокий знаток классической филологии, Сперанский в то же время был человеком разностороннего образования и широких общественных взглядов. Он обладал серьезной философской подготовкой и в то же время поэтической душой; он страстно любил музыку и ей отдавал часы своего досуга от научных занятий. Высокими качествами своей души он привлекал к себе симпатии всех, кто его знал.»
Владимир Васильевич Сперанский умер 1 июля 1887 года, близ станции Одинцово Московско-Брестской железной дороги, на 32-м году жизни. 
Уже после его смерти, в «Revue Philosophique» (1897 год) был напечатан перевод с рукописи отрывка из его диссертации: «Essai sur l’origine psychologique des métaphores».